# Moviment Democràtic Guineà
El Moviment Democràtic Guineà (portuguès: Movimento Democrático Guineense) és un partit polític de Guinea Bissau.

## Història
El partit va ser establert el 14 de febrer de 2003 i va ser dirigit pel Silvestre Alves. A les eleccions legislatives de Guinea Bissau de 2004 va rebre només el 0,98% dels vots i no va poder obtenir cap escó a l'Assemblea Nacional Popular. A les eleccions legislatives de Guinea Bissau de 2008 el vot al partit va caure al 0,14%, i novament es va quedar sense representació parlamentària.
Alves va condemnar obertament les accions cada vegada més repressives del Comandament Militar després del cop d'estat de 2012, i l'octubre de 2012 va ser detingut i colpejat brutalment, de manera que va requerir cures intensives a l'hospital. El partit va demanar participar en les eleccions generals de Guinea Bissau de 2014 però la demanda va ser rebutjada per la Cort Suprema.